# Intel Xe
 (août 2021).
La mise en forme du texte ne suit pas les recommandations de Wikipédia : il faut le « wikifier ».
Les points d'amélioration suivants sont les cas les plus fréquents. Le détail des points à revoir est peut-être précisé sur la page de discussion.
- Les titres sont pré-formatés par le logiciel. Ils ne sont ni en capitales, ni en gras.
- Le texte ne doit pas être écrit en capitales (les noms de famille non plus), ni en gras, ni en italique, ni en « petit »…
- Le gras n'est utilisé que pour surligner le titre de l'article dans l'introduction, une seule fois.
- L'italique est rarement utilisé : mots en langue étrangère, titres d'œuvres, noms de bateaux, etc.
- Les citations ne sont pas en italique mais en corps de texte normal. Elles sont entourées par des guillemets français : « et ».
- Les listes à puces sont à éviter, des paragraphes rédigés étant largement préférés. Les tableaux sont à réserver à la présentation de données structurées (résultats, etc.).
- Les appels de note de bas de page (petits chiffres en exposant, introduits par l'outil «  Source ») sont à placer entre la fin de phrase et le point final[comme ça].
- Les liens internes (vers d'autres articles de Wikipédia) sont à choisir avec parcimonie. Créez des liens vers des articles approfondissant le sujet. Les termes génériques sans rapport avec le sujet sont à éviter, ainsi que les répétitions de liens vers un même terme.
- Les liens externes sont à placer uniquement dans une section « Liens externes », à la fin de l'article. Ces liens sont à choisir avec parcimonie suivant les règles définies. Si un lien sert de source à l'article, son insertion dans le texte est à faire par les notes de bas de page.
- La présentation des références doit suivre les conventions bibliographiques. Il est recommandé d'utiliser les modèles {{Ouvrage}}, {{Chapitre}}, {{Article}}, {{Lien web}} et/ou {{Bibliographie}}. Le mode d'édition visuel peut mettre en forme automatiquement les références.
- Insérer une infobox (cadre d'informations à droite) n'est pas obligatoire pour parachever la mise en page.

Pour une aide détaillée, merci de consulter Aide:Wikification.
Si vous pensez que ces points ont été résolus, vous pouvez retirer ce bandeau et améliorer la mise en forme d'un autre article.
Intel Xe (écrit Intel Xe et prononcé comme deux lettres séparées, abréviation de "eXascale pour everyone" (l'échelle Exa pour tout le monde)), précédemment connu officieusement sous le nom de « Gen12 »,, est le nom d'une architecture de processeur graphique (GPU), d’une ligne de produits de GPU à usage général (GPGPU) et de GPU discrets (dGPU) développés par Intel.
Intel Xe intègre une nouvelle architecture de jeu d'instructions (ISA). La famille de GPU Xe se compose d’une série de microarchitectures, allant de l'intégration/faible consommation (Xe-LP), aux jeux haute performance (Xe-HPG), au centre de données/haute performance (Xe-HP) et au calcul haute performance (Xe-HPC).
L'architecture Intel Xe intègre une nouvelle IA avec l’Intel Learning Boost, et dispose d’une amélioration du processeur neuronal qui permet de réduire la consommation du processeur graphique Intel Xe.

## Historique
La première tentative d’Intel de créer une carte graphique dédiée était l’Intel740 (en), sortie en février 1998. Cette puce a été considérée comme un échec en raison de ses performances inférieures aux attentes du marché, poussant Intel à cesser le développement de futurs produits graphiques discrets. Cependant, sa technologie a survécu dans la gamme Intel Extreme Graphics. Intel a fait une autre tentative avec l’architecture Larrabee avant de l'annuler en 2009. Cette fois, la technologie développée a été utilisée dans le Xeon Phi, qui a été abandonné en 2020.
En avril 2018, il a été rapporté qu’Intel rassemblait une équipe pour développer des unités de traitement graphique discrètes, ciblant à la fois les datacenters, ainsi que le marché des jeux sur PC, et donc concurrentes des produits de Nvidia et AMD. Les rumeurs qui étayaient cette affirmation indiquaient notamment que l'entreprise avait des postes vacants pour plus de 100 emplois liés au graphisme et qu'elle avait recruté l'ancien dirigeant du groupe Radeon Technologies (AMD), Raja Koduri, fin 2017 - le nouveau produit aurait reçu le nom de code Arctic Sound. Le projet aurait initialement visé les puces de streaming vidéo pour les centres de données, mais son champ d'application a été élargi pour inclure les GPU de bureau.
En juin 2018, Intel a confirmé qu'il prévoyait de lancer un GPU discret en 2020. Le premier GPU discret fonctionnel, nommé « Xe », a pour nom de code DG1. En juin 2021, les premiers tests de performance et premiers modèle de la DG2 sont dévoilés [réf. souhaitée].

## Architecture
Intel Xe poursuit la révision microarchitecturale introduite dans la Gen 11, avec une refonte complète de l'architecture du jeu d’instructions,.

### Microarchitecture
Les processeurs graphiques Intel Xe sont dérivés en plusieurs modèles et variantes.

#### Xe-LP
La Xe-LP (Low Power) est la variante basse consommation de l’architecture Xe. L’architecture Xe-LP est présente en tant que processeur graphique intégré dans les processeurs Intel Core de 11e génération, dans le GPU mobile dédié Iris Xe MAX (nom de code DG1), ainsi que dans le GPU pour serveur Intel H3C XG310 (nom de code SG1). Les nouvelles fonctionnalités comprennent le retour d’échantillonnage, le support de la double file d'attente, l’instance de vue DirectX 12 Tier2, le décodage matériel à fonction fixe d'AV1 8 bits et 10 bits.

#### Xe-HP
La Xe-HP est la variante pour les centres de données et les ultra-hautes performances, optimisée pour les performances de calcul FP64 et l'extensibilité "multi-tuiles" (multi-chiplet (en)).

#### Xe-HPC
La XE-HPC (High Performance Computing) est la variante haute performance de calcul de l’architecture Xe Graphics, nommée Ponte-Vecchio.

#### Xe-HPG
La Xe-HPG (High Performance Graphics) est la variante de l'architecture Xe destinée aux jeux haute définition ou aux jeux haute performance présente dans la série des cartes graphiques Intel Arc. La microarchitecture est axée sur les performances graphiques et prend en charge le ray tracing accéléré par le matériel ainsi que le moteur accélérateur d’IA, Xe Matrix Extension (XMX). La microarchitecture est basée sur Xe-LP avec des améliorations apportées par Xe-HP et Xe-HPC. Intel a annoncé en août 2021 que le Xe-HPG DG2 portera le nom de code Alchemist et que les futures générations de GPU Intel Arc Graphics porteront les noms de code Battlemage, Celestial et Druid.

## Produits utilisant l'architecture Intel XE

### Processeurs Graphiques Intégrés (iGPU)
Depuis septembre 2020, les microprocesseurs Intel utilisent la microarchitecture Xe-LP. Il s'agit notamment des processeurs Intel Core de 11e génération (noms de code Tiger Lake et Rocket Lake), de 12e génération (nom de code Alder Lake) et de 13e génération (nom de code Raptor Lake).
| Modèle                                       | Procédé de fabrication | Unités d'exécution | Unités de shading | Fréquence Boost (en MHz) | Puissance de calcul (GFLOPS) | Puissance de calcul (GFLOPS) | Puissance de calcul (GFLOPS) | Puissance de calcul (GFLOPS) | Notes                                            |
| Modèle                                       | Procédé de fabrication | Unités d'exécution | Unités de shading | Fréquence Boost (en MHz) | FP16                         | FP32                         | FP64                         | INT8                         | Notes                                            |
| -------------------------------------------- | ---------------------- | ------------------ | ----------------- | ------------------------ | ---------------------------- | ---------------------------- | ---------------------------- | ---------------------------- | ------------------------------------------------ |
| Intel UHD Graphics 730                       | Intel 14++nm           | 24                 | 192               | 1200-1300                |                              |                              |                              |                              | Utilisé dans les processeurs Intel Rocket Lake-S |
| Intel UHD Graphics 750                       | Intel 14++nm           | 24                 | 256               | 1200-1300                |                              |                              |                              |                              | Utilisé dans les processeurs Intel Rocket Lake-S |
| Intel UHD Graphics P750                      | Intel 14++nm           | 32                 | 256               | 1300                     |                              |                              |                              |                              | Utilisé dans Xeon W-1300 Series                  |
| Intel UHD Graphics (Gen11 CPU Intel)         | Intel 10SF             | 32                 | 256               | 1400-1450                |                              |                              |                              |                              | Utilisé dans Tiger Lake-H                        |
| Intel UHD Graphics (Gen11 Intel CPU) Iris G4 | Intel 10SF             | 48                 | 384               | 1100-1250                | 1690–1920                    | 845-960                      | 422–480                      | 3379–3840                    | Utilisé dans Tiger Lake-U                        |
| Iris Xe Graphics G7 (80 EU)                  | Intel 10SF             | 80                 | 640               | 1100-1300                | 2816–3328                    | 1408–1664                    | 704–832                      | 5632–6656                    | Utilisé dans Tiger Lake-U                        |
| Iris Xe Graphics G7 (96 EU)                  | Intel 10SF             | 96                 | 768               | 1100-1350                | 3379–4147                    | 1690–2074                    | 845–1037                     | 6758–8294                    | Utilisé dans Tiger Lake-U                        |

### Cartes graphiques

#### Intel Iris Xe Max (DG1)
| Modèle      | Lancement         | Procédé    | UE | Unités de shading | Fréq. horloge       | Fréq. horloge  | Mémoire     | Mémoire               | Mémoire      | Mémoire           | Puissance de calcul (GFLOPS) | Puissance de calcul (GFLOPS) | Puissance de calcul (GFLOPS) | Puissance de calcul (GFLOPS) |
| Modèle      | Lancement         | Procédé    | UE | Unités de shading | Horloge Boost (MHz) | Mémoire (MT/s) | Taille (GB) | Bande passante (GB/s) | Type mémoire | Largeur bus (bit) | FP16                         | FP32                         | FP64                         | INT8                         |
| ----------- | ----------------- | ---------- | -- | ----------------- | ------------------- | -------------- | ----------- | --------------------- | ------------ | ----------------- | ---------------------------- | ---------------------------- | ---------------------------- | ---------------------------- |
| Iris Xe MAX | 1er novembre 2020 | Intel 10SF | 96 | 768               | 1650                | 4266           | 4           | 68                    | LPDDR4x      | 128               | 5069                         | 2534                         | 1267                         | 10138                        |

#### Intel Arc
Intel Arc est une gamme de cartes graphiques à haute-performance optimisées pour le jeu. Elle rentrera directement en compétition avec les gammes de cartes graphiques Radeon et GeForce. La première génération (baptisée "Alchemist") a été développée sous le nom "DG2" et est basée sur l'architecture Xe-HPG. Les générations suivantes sont baptisées Battlemage ("DG3", basé sur Xe2), Celestial ("DG4", basé sur Xe3) et Druid ("DG5").